# Кубок Вищої ліги (Латвія) з футболу
Ку́бок Вищої лі́ги — футбольне змагання у Латвії, яке проводиться серед команд Латвійської футбольної Вищої ліги в міжсезоння. Проходить щорічно з 2013 року. Спочатку проводився під назвою Зимовий кубок Вищої ліги. У 2017 році у турнірі взяли участь латвійські, литовські та естонські команди. У 2018 році турнір був реорганізований під назвою Кубок Вищої ліги та був проведений у березні.

## Переможці
| Клуб                 | Перемоги | Фінали | Переможні роки |
| -------------------- | -------- | ------ | -------------- |
| Сконто               | 2        | 2      | 2014, 2015     |
| РФШ                  | 2        | -      | 2017, 2018     |
| Лієпая               | 1        | 1      | 2016           |
| Даугава (Даугавпілс) | 1        | 1      | 2013           |
| Вентспілс            | -        | 2      |                |
| Єлгава               | -        | 1      |                |
| Спартакс             | -        | 1      |                |